# Vérvörös csütörtök
A vérvörös csütörtök egy budapesti tömegtüntetés volt 1912. május 23-án, amelyet a kivezényelt rendőrök és katonák brutálisan feloszlattak. A kivezényelt erőkkel való összecsapásoknak több halálos áldozata és számos sebesültje is volt, innen kapta a megmozdulás a vérvörös csütörtök elnevezést.

## Előzmények
Magyarországon a lakosságnak csak csekély része vehetett részt a választásokon, főként a tehetősebbek. A munkásság és annak pártja, a szociáldemokrata párt (MSZDP) abban látta érdekeinek lehetséges érvényesítését, ha a választójog kiszélesedik. A 20. század elején ez a téma központi jelentőségű volt, és heves indulatokat váltott ki. Ezen kívül a munkabérek is meglehetősen alacsonyak voltak, a lakbérek pedig magasak, így a munkásság körében egyre nőtt az elégedetlenség.
A tüntetés közvetlen előzménye az volt, hogy gróf Tisza István egykori miniszterelnököt, a kormányzó párt elnökét május 12-én a képviselőház elnökévé választotta. Elsődleges célja az ellenzék által alkalmazott, az Országgyűlés munkáját megbénítani célzó ún. obstrukció letörése volt. Tiltakozásul gyakran erőszakos módszerei ellen a szociáldemokraták általános sztrájkot és tömegtüntetést hirdettek.

## A nap eseményei
Az 1912. május 23-i nagy budapesti tömegtüntetés a korszak legnagyobb munkásmegmozdulása volt Magyarországon. Aznap százezres munkástömeg özönlött be a külvárosokból a Parlament épülete elé általános választójogot, Tisza távozását és jobb életkörülményeket követelve. A kivezényelt rendőrség Boda Dezső rendőrfőkapitány személyes irányításával brutálisan keményen lépett fel, mire a felháborodott tömeg villamosokat rongált meg, borított fel, a nap végén pedig felszedett utcakövek, összetört kirakatok jelezték az összetűzés hevességét. Az MSZDP vezetősége a kormány fenyegetéseinek hatására még aznap délután felhívást adott ki a tüntetés befejezésére.

## Következmények
Az összeütközésnek hat halálos és több száz sebesült áldozata volt. Magyarországon ekkor a választójog jelentős kibővítésére csak évekkel később, az őszirózsás forradalmat követően került sor. Gróf Tisza István és pártja azonban végleg elvesztette a munkásság bizalmát.

## Külső hivatkozások
- Vérvörös Csütörtök (kislexikon.hu) [Tiltott forrás?]
- A felborított villamos képe (mek-oszk.hu)
- Kettős kötődés: Az Osztrák-Magyar Monarchia (1867-1918). Encyclopaedia Humana Hungarica 08. Köztörténet fejezet. (mek-oszk.hu)
- Istvánfi Péter: „Rohanó nép, puskalövések, rendőr, tört üvegek” (iho.hu)
- Vérvörös Csütörtök, villamos barikád (egykor.hu)
- Faggyas Sándor: Tisza, Ady és a vérvörös csütörtök, Magyar Hírlap archívum, 2012. május 18. (archivum.magyarhirlap.hu)[halott link]
- Vérvörös csütörtök Budapesten. Összeállítás a Népszava korabeli cikkeiből, Népszava Online, 2015. május 25. (nepszava.hu) Archiválva 2016. február 6-i dátummal a Wayback Machine-ben
- A "vérvörös csütörtök'". A Szociáldemokrata Párt és a parlamenti ellenzék együttműködése. (kommunista.net)
- „Az Est” napilap „A májusi tüntetés epilógusa” c. cikke, 1915. június 10. (Takács Róbert, elsovh.hu)